# Riofreddo
Riofreddo es una localidad italiana de la provincia de Roma, región de Lacio, con 776 habitantes.

## Evolución demográfica
| Gráfica de evolución demográfica de Riofreddo entre 1861 y 2001 |
|                                                                 |
| Fuente ISTAT - elaboración gráfica de Wikipedia                 |